# Pacifikus–észak-amerikai flóraterület

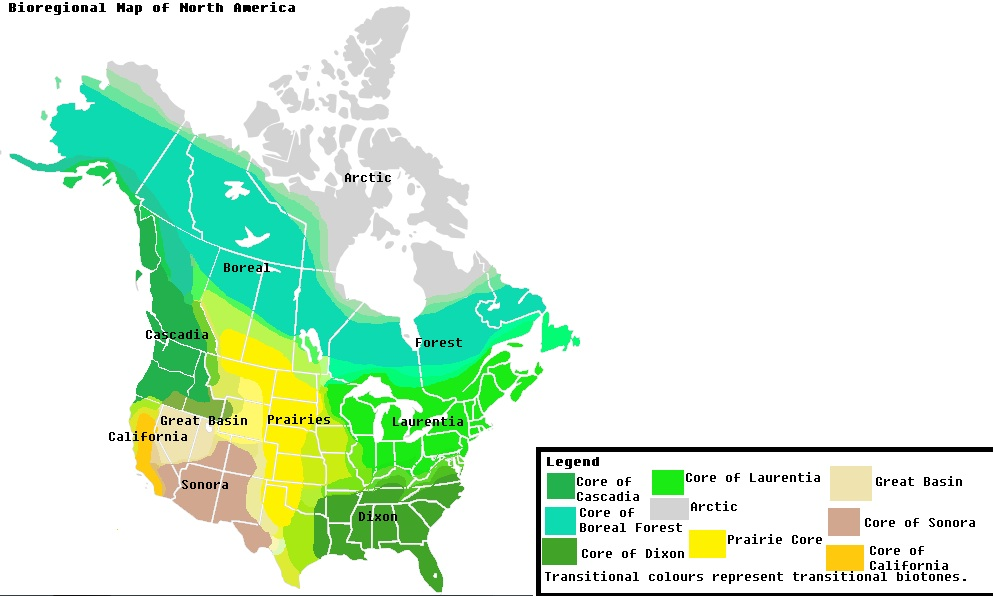
Észak-Amerika biorégiói. A Cascadia biorégió körülbelül a Kaszkád flóratartománnyal, a Great Basin a Nagy-medencével, a California Kalifornia és a Sonora Sonora flóratartománnyal azonos.

A pacifikus–észak-amerikai flóraterület a Sziklás-hegység és a kontinens attól nyugatra, a Csendes-óceánig elterülő része, beleértve a partközeli szigeteket is.

## Határai, felosztása
Északi határa az észak-amerikai–boreális flóraterület, azaz a tajga déli határa Észak-Kanadában és Alaszkában; keleten az atlantikus–észak-amerikai flóraterület préri flóratartományával határos. Nyugati határa a Csendes-óceán, délen, Mexikóban az újvilági trópusok flórabirodalma (Neotropis).
Területét négy flóratartományra tagolják:
- Kaszkád flóratartomány (északnyugaton)
- Nagy-medence flóratartomány (északkeleten)
- Kalifornia flóratartomány (délnyugaton)
- Sonora flóratartomány (délkeleten)

Egy másik, ugyancsak elfogadott felosztás (enwiki) a flóraterületet mindössze kétfelé bontja,
- vancouveri flóratartományra és
- sziklás-hegységi flóratartományra.

## Jellemző növénynemzetségek, illetve fajok
A szövetes növényeknek nincs olyan családja, amely ezen a flóraterületen lenne endemikus, és a májmoháknak (Marchantiophyta) is csak egy ilyen családja van: a leveles májmohák közé tartozó Gyrothyraceae. Viszont a legkülönfélébb növénycsaládokban találunk itt endemikus nemzetségeket:
- Sidalcea nemzetség a mályvaformák alcsaládjában,
- Luetkea nemzetség a mandulaformák (Amygdaloideae) egykori alcsaládjában (ez a taxon megszűnt; jelenleg az almaformák (Maloideae) alcsalád része),
- Whipplea monotipikus nemzetség a hortenziafélék (Hydrangeaceae) családjában,
- Vancouveria nemzetség a borbolyafélék (Berberidaceae) családjában,
- Lithophragma nemzetség a kőtörőfűfélék (Saxifragaceae) családjában,
- Tellima nemzetség a kőtörőfűfélék (Saxifragaceae) családjában,
- Tolmiea nemzetség a kőtörőfűfélék (Saxifragaceae) családjában,
- Luina nemzetség az őszirózsaformák (Asteroideae) alcsaládjában.

Van továbbá egy sor olyan nemzetség, amelynek elterjedési területe túlnyúlik e flóraterület határain, de genetikai centruma itt található:
- árnika (Arnica) az őszirózsafélék (Asteraceae) családjában,
- Castilleja nemzetség a vajvirágfélék (Orobanchaceae) családjában,
- Erigeron nemzetség az őszirózsaformák (Asteroideae) alcsaládjában (ez a nemzetség megszűnt; fajait a Conyza nemzetségbe sorolták át),
- Lomatium nemzetség a  zellerformák (Apioideae) alcsaládjában.

A fák közül aránylag kevés a lombhullató; sok a fenyő és közöttük sok az endemikus, monotipikus nemzetség:
- Pseudotsuga,
- Sequoia,
- Sequoiadendron stb.

További, az egyéb flóraterületekről hiányzó karakterfajok:
- oregoni boróka (Juniperus scopulorum)
- oregoni hamisciprus (Chamaecyparis lawsoniana)
- oregoni juhar (Acer macrophyllum),
- oregoni fajdbogyó (Gaultheria ovatifolia),
- kaliforniai vadgesztenye (Aesculus californica)
- kaliforniai szamócafa (Arbutus menziesii)
- kaliforniai dió (Juglans californica)
- kaliforniai gyantásciprus (Calocedrus decurrens)
- kaliforniai Washington-pálma (Washingtonia filifera)
- kaliforniai gyantásciprus (Calocedrus decurrens)
- sziklás-hegységi szürke luc (Picea engelmannii)
- szitka luc (Picea sitchensis)
- szúrós luc vagy ezüstfenyő (Picea pungens).
- oregoni luc (Picea breweriana)

## Fordítás
Ez a szócikk részben vagy egészben  a   Rocky Mountain Floristic Region című angol Wikipédia-szócikk ezen változatának fordításán alapul.  Az eredeti cikk szerkesztőit annak laptörténete sorolja fel. Ez a jelzés csupán a megfogalmazás eredetét és a szerzői jogokat jelzi, nem szolgál a cikkben szereplő információk forrásmegjelöléseként.